# بادي هيكس
بادي هيكس (بالإنجليزية: Buddy Hicks)‏ هو لاعب كرة قاعدة أمريكي، ولد في 15 فبراير 1927 في بيلفيديري في الولايات المتحدة، وتوفي في 8 ديسمبر 2014 في سانت جورج في الولايات المتحدة.

## وصلات خارجية
- بادي هيكس على موقعبيزبول رفرنس.كوم (الدوري الرئيسي) (الإنجليزية)
- بادي هيكس على موقعبيزبول رفرنس.كوم (الدوري الثانوي) (الإنجليزية)